# تروسدورف آندر وولکا
تروسدورف آندر وولکا (به آلمانی: Trausdorf an der Wulka) یک منطقهٔ مسکونی در اتریش است که در ناحیه آیزنشتات-اومگه‌بونگ واقع شده‌است. تروسدورف آندر وولکا ۱٬۷۷۹ نفر جمعیت دارد.